# Müller (anhaltisches Patriziergeschlecht)
Müller ist der Name eines weitverzweigten anhaltischen Patriziergeschlechts mit Stammsitz in Aschersleben und historischer Verbreitung in mehreren mittel- und norddeutschen Städten. Die Lübecker Ratsherrenlinie wurden 1661 als Müller von Morien in den Reichsadel erhoben.

## Geschichte
Alteingesessen im Patriziat der Hansestadt Aschersleben, stellte die Familie über Generationen Ratsherren, Amtsträger und Bürgermeister mehrerer mittel- und norddeutscher Städte, wie Quedlinburg, Eisleben, Aken, Hannover, Lübeck, Köthen und Dessau, sowie hohe Beamte Preußens und der anhaltinischen Fürstentümer. Der erste bekannte Namensträger war der Ascherslebener Stadthauptmann Valentin Müller, der in der Schlacht bei Köthen 1115 fiel, weswegen seine Nachkommen über die folgenden Jahrhunderte „mit Lehen reichlich beliehen wurden“.
Durch Allianzen mit lokal bedeutsamen Adelsgeschlechtern konnte die Familie Besitz, Ansehen und Einfluss mehren. So heiratete der Ascherslebener Bürgermeister Marcus Müller (* ca. 1430) um 1453 Elisabeth von Hartze, eine Nachfahrin des Burgmannen- und Ministerialengeschlechts von Hartze (auch: Harcze, v. Hartz, v. Hartzgerode), das, 1267 belehnt, schließlich im Patriziat von Aschersleben bis 1453 mehrmals das Bürgermeisteramt bekleidete. Auch später war das Bürgermeister-, Juristen- und Kanzlergeschlecht Müller mit vielen Honoratioren-Geschlechtern versippt, zum Beispiel mit den von Bergen (Bürgermeister zu Dessau), Buchner, Curdes, Klopstock, von Lehmann, Milagius, Graf Neidhardt von Gneisenau, Pflaume, Raumer, Ramdohr, Roon, Salmuth, Stisser etc. Der Lübecker Zweig wurde 1661 in den Reichsadelsstand erhoben.

## Wappen

Wappen der Müller von Morien, 1661

Das Stammwappen zeigt in Silber eine rote heraldische Lilie mit oben angefügter Rose, darüber einen Turnierhelm mit rot-silbernen Helmdecken und Helmwulst, aus welchem die genannte rote Lilie als Helmzier erwächst. Es existierten zudem mehrere Allianzwappen mit angeheirateten Familien, wie Drosihn, von Harze, Hahn, Heitberg etc.
Ein Zweig der Ascherslebener Müllers führte ein Wappen, das in Silber ein von einem roten Pfeil horizontal durchbohrtes rotes Herz zeigt, aus dem fünf Rosenzweige, drei mit Blüte, dazwischen zwei mit Knospe, erwachsen.
Bei der Nobilitierung der Müller von Morien am 18. Mai 1661 wurde das Lilien-Wappen vermehrt und abgewandelt: In Gold rote heraldische Lilie mit oben rechts angefügter Rose, Helm mit goldener Krone, aus welcher die rote Lilie mit Rose zwischen offenem schwarzen Flug als Helmzier erwächst.

## Persönlichkeiten (Auszug)

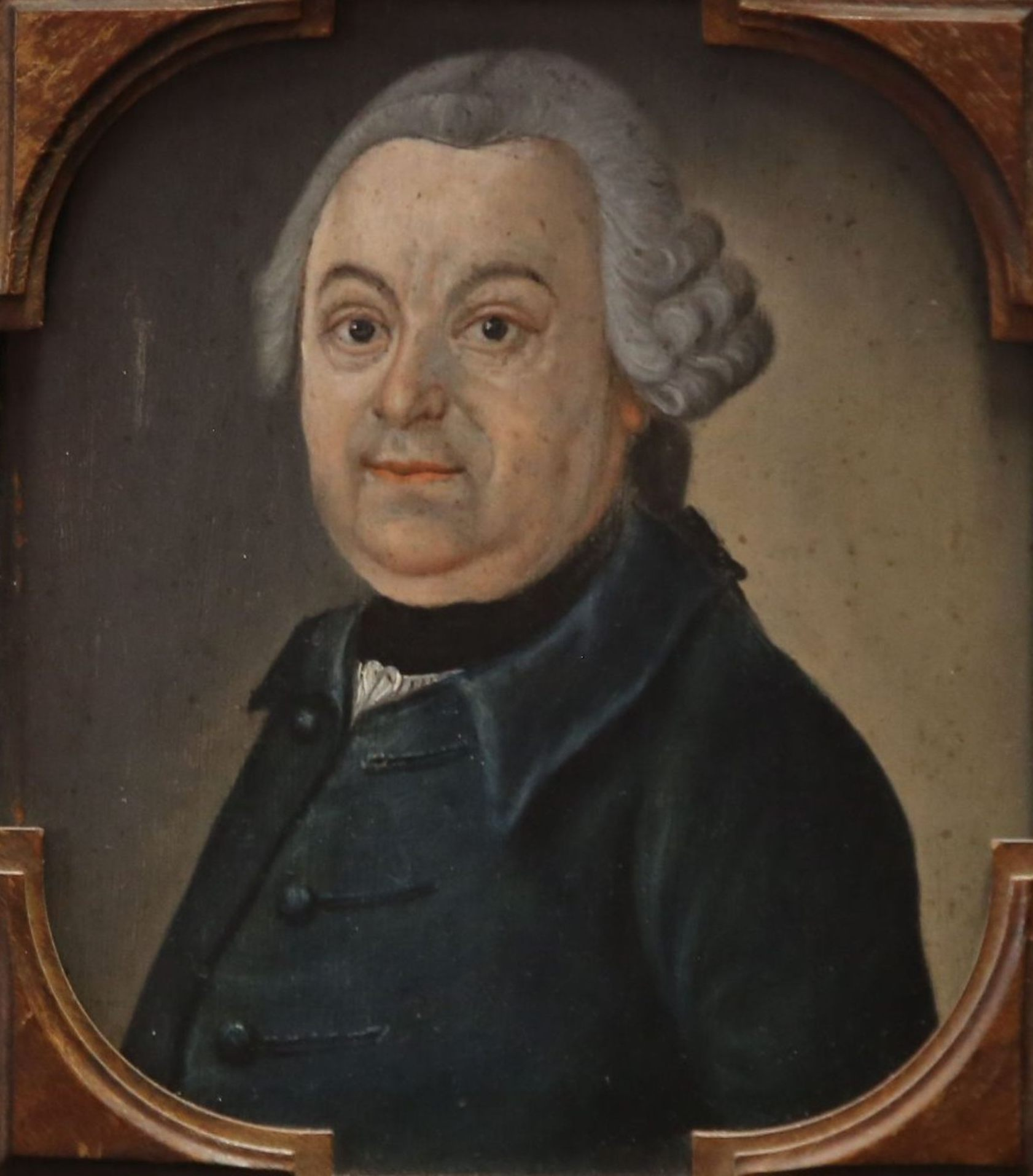
Gottfried Adrian Müller, geb. 1710

- Marcus Müller der Ältere (1494–1571), Ratsherr, Bürgermeister und Unternehmer in der Region Aschersleben und Quedlinburg
- Gottfried Müller (1577–1654), 1641 Mitglied Der Aufweckende in der Fruchtbringenden Gesellschaft[5], Kanzler des Fürstenhauses Gesamt-Anhalt zu Dessau
- Adrian Müller (1573–1644) Kaufmann und Consul in Lübeck, Gutsbesitzer Mori
- Heinrich Adrian Müller (1636–1706), kaiserlicher Minister im Niedersächsischen Reichskreis und kaiserlicher Resident in Lübeck, ab 1661 Reichsadel
- Gottfried Adrian Müller (1710–1780), preußischer Oberfinanz- und Kriegsrat, Naturforscher
- Gottfried Ernst Andreas Müller (1748–1815), Landrentmeister und Assessor, Ordensgroßmeister der Großen Landesloge der Freimaurer von Deutschland zu Berlin

## Stammliste (Auszüge)
- Albrecht Müller, Ratsherr in Aschersleben; um 1411, 1414[6]
  - Henning Müller (* vor 1400; † 1458); wurde 1419 vom Bischof von Halberstadt belehnt; 1436, 40, 49, 52 Ratsherr in Aschersleben; 1458 Lehnsmann von Lorenz und Wilhelm von Hoym; ⚭ Gertrud (Barbara) Derling[7]
    - (hypothetisch) Claus I. Müller, Aschersleben
      - Claus II. Müller, erw. als Vorbesitzer „Kirchhof/Schuhschling“ in Aschersleben; ⚭ Sophia N.N.
        - Valentin Müller (* um 1490; † nach 1540–43), 1519/40 Ratsherr, 1530 Bürgermeister, 1534 Oberkämmerer in Aschersleben
          - N.N. Müller; ⚭ Hans Laue[8]
          - Martin Müller (* um 1525; † vor 1590), Bürger in Aschersleben; ⚭ vor 1550 Anna Hauensch
            - Valentin Müller (* 1550; † 1622) Pfarrer Groß-Schierstedt, Archidiakon Aschersleben; ⚭ 1573 Martha Weißbrodt († 1626)
              - Lazarus Müller († 1617); ⚭ (I) Maria Schuler; ⚭ (II) Sabina Knape
              - Dorothea Müller (1582–1688); ⚭ (II) Matthias Plock

            - Ursula Müller († 1635); ⚭ 1605 Gregor Hertzog, Hofesherr in Aschersleben
            - Valentin Müller († vor 1650), am 30. Oktober 1620 Cives iurati, Hofesherr, Brauherr; ⚭ 1621 Anna Richterling; ⚭ (2) 1628 Osanne, Martin Gegers Witwe
              - Valentin Müller (* 1622), 1675 Bauherr in Aschersleben; ⚭ 1650 Magdalena, Witwe des Wolfgang Albrecht Cunrad
                - Daniel Müller (* 1652 Aschersleben), Catharina Müller (* 1654 ebd.), Magdalena Müller (* 1656 ebd.)

              - Balthasar Müller (* 1624 Aschersleben), Lazarus Müller (* 1626 ebd.)

    - Marcus Müller (* ca. 1430, † n. 1507/1491?)[9] Consul (Bürgermeister) 1467, auch 1483, 1496 und 1503 Schultheiß, in seiner Amtszeit wurde der Bau der Ascherslebener Stadtbefestigungen vollendet, 1458 vom Bischof von Halberstadt belehnt; ⚭ (nach Überlieferung) ca. 1453 Elisabeth von Hartze[10]
      - Balthasar Müller (* ca. 1460, † ca. 1519), öfters Ratsherr in Aschersleben 1490–1512; 1503 und 1507 Consul (Bürgermeister) ebd., dann 1511 Schultheiß; trat 1491 Lehnsfolge beim Bischof von Halberstadt nach dem Tode seins Vaters an; ⚭ (nach Überlieferung) vor 1497 Katharina Klump († nach 1519, Tochter des Urban Klump († 12. März 1493 ebd.), der 1455 und 1493 Bürgermeister[11] war)[12] (? ⚭ Katharina Knape)
        - Marcus Müller der Ältere (* 1494, † 21. März 1571) Ururgroßvater des Ascanius Pflaume, erarbeitete einen Vertrag mit dem Fürstenhaus Anhalt über den Status von Aschersleben, 1531 reichster Bürger Ascherslebens, 1537 als Bergwerksunternehmer Pächter der Salpeterhütte Quedlinburg, 1531 erster Bürgermeister des Ewigen Rates, bis 1570 mehrmals Bürgermeister; ⚭ ca. 1525 Anna Margaretha Schreiber, Tochter des Heinrich Schreiber[13]
          - Balthasar Müller (* ca. 1525 Aschersleben; † 7. März 1585 ebd.) Bürgermeister 1583; ⚭ (I) ca. 1550 Anna Magdalena Reiffenstein, Tochter des Wilhelm Reiffenstein; ⚭ (II) 1575 Ottilie, Witwe des Stadtvogts Ciriacius Heidecke
            - Marcus Müller (* err. 1550, † 1621 Aschersleben, wohnte in der Breiten Straße) 1592–1604 Stadt- und Gerichtsschreiber, dann Ratsherr, Handelsmann und 1619 Reitherr; ⚭ 1575 Margaretha Troldenier, Tochter eines fürstl. anhaltischen Landrentmeisters zu Bernburg
              - Maria Müller (1582–1622); ⚭ 17. September 1604 Leonis Niethardt[14]
              - Magdalena Müller (1578–1644); ⚭ 1601 Johannes Pflaume (* 1541; † 1625) Bürgermeister von Aschersleben[15]
                - Ascanius Pflaume (* 11. August 1605; † 1669),

              - Wilhelm Müller († 1626), Reitherr in Aschersleben, 1623 belehnt, unverheiratet
              - Johann Müller, 1623 belehnt
              - (?) Johannes Müller Ascaniensis, auch Hanß Müller (* vor 1588 in Aschersleben; † 29. März 1631 in Aken) Kaufmann, Ackerbürger und ein Stifter der Hortich-Stiftung zu Aken[16]
                - Daniel Müller (* 3. November 1608 in Aken; † 20. Mai 1687 ebd.), Ratskämmerer Aken[17]
                  - Elias Müller (* 3. August 1637 Aken; † v. 20. Mai 1688 ebd.) Bürger u. Handelsmann
                    - Philipp Siegmund Müller (* 2. Oktober 1662 Aken), Gerichtsschöppe zu Aken
                      - Sophie Caritas Müller (* 16. August 1695 in Bernburg), ⚭ Brumme, Nachf. Matthäi

                    - Dorothea Magdalena Müller (* 3. März 1667 Aken), ⚭ Horn, Nachf. Green, Backhoff

                  - Anna Magdalena Müller (* v. 1646 Aken; † 20. März 1709 ebd.), Nachf. Hilliger
                  - Daniel Müller d. J. (* 23. Februar 1647 Aken; † 5. Mai 1703 ebd.) Ratskämmerer
                    - Christoph Siegmund Müller (* 1673 Aken)
                    - Johannes Jacobus Müller (* 9. Oktober 1677 Aken; † vor 27. Januar 1735 ebd.) Bürger, Brauherr und Handelsmann, Arrendatoris, Patrizier in Aken
                      - Catharina Margaretha Müller (* 17. April 1708 Aken; † 1797), Nachf. Ärzte, Apotheker Zier in Zerbst
                      - Heinrich Daniel Müller (* 1714 Aken)
                      - Johann Carl Müller (* vor 1715) Audiosus Juris, Bürger und Gasthalter in Dessau
                      - Christian Wilhelm Müller (* 31. Juli 1716 Aken)

                    - Elias Daniel (Johann) Müller (* 25. Juli 1680 Aken; † v. 20. November 1758) Bürger, Brauer, Handelsmann, Arrendator und Pächter der Fähre zu Aken (Elbe)
                      - Johann Jacob Müller; (* vor 1723) Bürger und Handelsmann in Aken
                      - Dorothea Margaretha, verh. Michaelis (* vor 1723 in Calbe (Saale))
                      - Friedrich Daniel Müller (* 12. Oktober 1724 Aken; † 23. März 1784 ebd.) Bürger und Haarsiebmacher in Aken
                      - Charlotta Loysa Müller (* 1728 Aken)
                      - Sophia Kunigunda Müller (* 30. Dezember 1735 in Aken), Nachf. Hesselbarth

                    - Aurelia Elisabetha Müller (* 26. Juli 1684 Aken; † 24. Oktober 1731 ebd.), Nachf. Rüde
                    - Ernst Gottfried Müller (* 8. August 1688 Aken)

                - Augusta Müller (* vor 1630; † 29. August 1693 Aken); ⚭ N.N. Zernsdorf

            - Magdalena Müller (* 1549 Aschersleben; † 8. September 1620 ebd.); ⚭ ebd. 22. September 1583 Petrus Hahn (* 3. Juni 1549 Halle/S.; † 1621 Aschersleben), Stadtphysicus ebd.
              - Friedrich Hahn (1591–1640), Bürgermeister und Apotheker in Schleiz, Vorfahr des August Neidhardt von Gneisenau[18]

            - Wilhelm Müller (1552–1613), Ratsherr und Bürgermeister in Aschersleben, dort sehr begütert; ⚭ vor 1586 zu Halle Barbara Hahn[19] (Allianzwappen Müller-Hahn, Hohe Straße Aschersleben)
              - Heinrich Müller (um 1586–1664) braunschweigisch-lüneburgischer Oberamtmann, ⚭ (1) 1614 Margaretha Pfeiffer, ⚭ (2) Wolfenbüttel 1616 Hedwig Bodemeyer, ⚭ (3) Hannover 1634 Christina Gartz
                - Dorothea Hedwig Müller (* 13. Februar 1620 Wolfenbüttel ?; † 15. Juli 1652 Hannover); ⚭ (Hildesheim) 24. August 1641 Carl Stisser (* 17. August 1601 Neukirchen/Halle; † 1678 Hannover), Sohn des Kilian Stisser[20]
                  - Statius Friedrich Stisser (* 1648 Hannover; † 21. Februar 1689) Stadtphysikus zu Aschersleben, verschwägert mit Susanna Pflaume (* 8. Mai 1654; † 17. Januar 1689)

                - Elisabeth Müller (* Calenberg; † 5. August 1672); ⚭ Hannover 29. Oktober 1637 Johannes Kitzow (1594–1657), Abt in Loccum
                - Clara Catharina Müller (1624–1652); ⚭ Aschersleben 1651 Johannes Schütze
                - Dorothea Catharina Müller (um 1637–1714); ⚭ 1657 Caspar Niethart, Reitherr zu Aschersleben
                  - Clara Catharina Niethardt (1667–1739); ⚭ Johann Julius Schütze (1659–1696) Schultheiß und Brauherr[21]

                - Johann Georg Müller (* 1632 Hannover; † 1684 Lebendorf), Pfarrer 1656 Belleben, 1682 Lebendorf; ⚭ 1658 Dorothea, Tochter des Ascherslebener Bürgermeisters Valentin Drosihn
                  - Ludwig Joachim Müller (* um 1670 Belleben; † 1745 Egeln), Conrector d. Lyzeum in Wernigerode 1700, Rektor und 1729 belehnter Diakon in Egeln; ⚭ 1703 (Egeln) Anna Margaretha, Tochter des Bürgermeisters Johann Danckwort

                - Philipp Friedrich Müller (1645–1726), Regimentsauditeur, Ritterschafts-Syndicus in Reval, 1691 Stadtvogt, dann um 1699[22] Bürgermeister zu Aschersleben (wohnte Breite Straße), 1714 Hohnsteinscher Regierungsrat; ⚭ (I) 1670 Magdeburg Regina Schweitzer, ⚭ (II) 1689 Sophia Elisabeth Wiegand, verw. Lentz
                  - Philipp Friedrich Müller (* 1691)
                  - Friedrich Gottlieb Müller (* 1693) u. a.

            - (?) Maria Müller († ca. 1599); ⚭ (1) vor 1575 Lazarus Pflaume, ⚭ (2) 1578 Andreas Mantel, Magister in Aschersleben
            - Elisabeth Müller (ca. 1562–1620); ⚭ 1583 Andreas Kuntze in Aschersleben
            - Balthasar Müller († vor 1609), Bürger in Aschersleben, belehnt 1586
            - Johannes Müller († nach 1609), Bürger in Aschersleben, belehnt 1586, 1609 und 1623
            - Christoff Müller († 1. Oktober 1611), belehnt 1586, 1609, war ab 1606 Pfarrer in Freckleben; ⚭ Elisabeth Wennemeyer († 25. September 1611), Tochter des Pfarrers Zacharias W. in Plötzkau
              - Christoff Müller, Fleischer, Eigner der Ratskeller-Schänke Aschersleben; ⚭ ebd. 1638 Elisabeth Lindau
                - Daniel Müller (* err. 1666; † 1700) Weinherr und Stadtvogt Aschersleben; ⚭ ebd. Agatha Barbara Haselius
                  - Johann Daniel Müller, Kauf- und Handelsmann in Aschersleben; ⚭ ebd. Marg. Vogel, des Kürschnermeisters Joachim Siebers Witwe
                  - Johannes Christopherus Müller (? 1675)
                  - Johann Friedrich Müller (* 1678), erw. 1698 als mittelster Sohn; ⚭ 1698 Dorothea Delenschneider, Witwe des David Moring
                    - Daniel Christian (* 1700), Johann Valentin (* 1702)

                  - Gottfried Müller (* 1679)

            - Andreas Müller (1574–1635 Leipzig), 1590 Wittenberg, Ascherslebener Bürgermeister 1627; ⚭ (1) 1595 Anna Buchner[23], ⚭ (2) 1614 Aschersleben Anna Plock (Witwe des Andreas Reichard)
              - u. a. Balthasar Müller (*um 1595; † erschossen 1643) um 1642 Unterbauherr in Aschersleben; ⚭ (1) 1627 Maria Herwig (Witwe des Baltzer Büstorff), ⚭ (2) 1631 N.N.
                - Balthasar Müller (1642–1682), Fleischer, Kastenherr und Reitherr in Aschersleben; ⚭ 1663 Magdalena Hörning
                  - Gottfried Müller (1668–1729), Bäcker in Aschersleben; ⚭ (1) 1691 Magdalena (des Fleischers Valentin Märker Tochter), ⚭ (2) 1705 Maria Mertens

              - Magdalena Müller (1602–1668); ⚭ (1) 1623 Johann Madihn; ⚭ (2) 1627 Michael Seifert, Kastenherr in Aschersleben
              - Clara Müller (1607–1675); ⚭ 1627 David Beyse, Oberkämmerer in Aschersleben

      - Hans Müller († vor 1531 Aschersleben) wegen beschädigtem Arm nicht Bürgermeister, 1478 Bauherr, 1489 Stadtschreiber, besaß 105 Morgen Acker; ⚭ vor 1506 Anna Diebbeke (Diebbecke), 1 Sohn[24]
        - Andreas I. Müller, ab 1575 d. Ä. (* 1508 err., † 20. Mai 1582) 1560 Bürgermeister Aschersleben, 1540/52 belehnt; Epitaph 1583 St. Stephani; ⚭ 1531 Barbara Heitberg (* 1512; † um 1582) Tochter des Bürgermeisters (11× in 3-Jahres-Intervallen von 1519 bis 1556) Nikolaus Heitberg (* 1449; † 9. September 1556)
          - Andreas III. Müller, 1580 d. J. (* 1547; † 1610), wohnt Hohe Straße, 1586 Bürgermeister (und Syndicus) in Aschersleben, 1602 belehnt; ⚭ 1572 Catharina Drosihn († 1577 im Kindbett)[25]

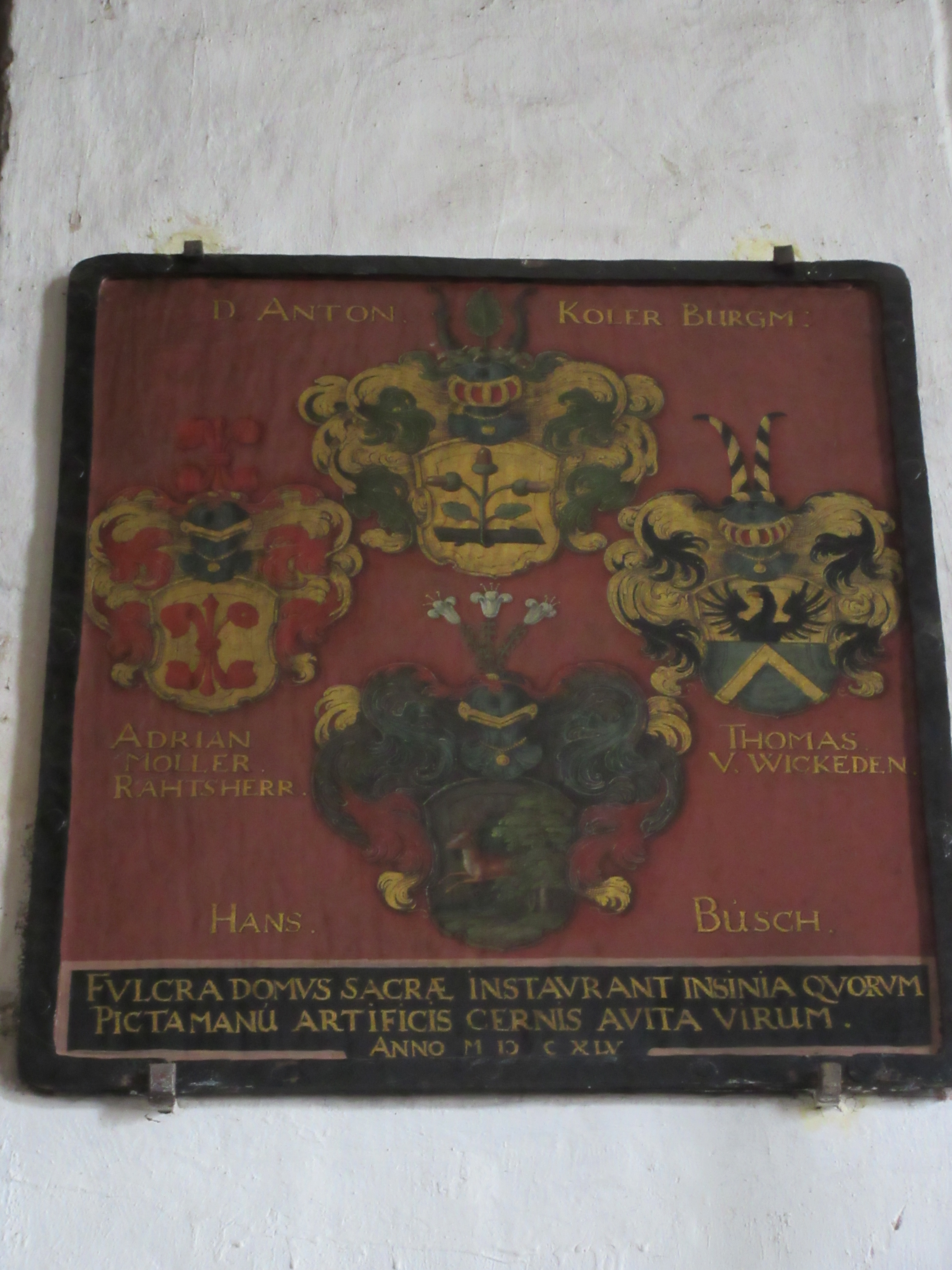
Wappen Adrian Müllers (links) als Vorsteher von St. Aegidien, 1644

            - Wappen Adrian Müllers (links) als Vorsteher von St. Aegidien, 1644 Adrian Müller (* 1573 Aschersleben; † 1644 Lübeck) Kaufmann und Consul in Lübeck, 1636 Kauf des zerstörten Guts Mori
              - Heinrich Adrian Müller, ab 1661 Reichsadel Müller von Morien
              - Andreas Gottfried Müller, ab 1661 Reichsadel Müller von Morien

            - Andreas Müller (1575–1628), Bürgermeister Aschersleben 1613–1622, fürstlich-anhaltischer Hofrat und Kanzler
              - Catharina Magdalena (1622–1650); ⚭ 1649 Valentinus Zwantzig, Bürgermeister in Aschersleben

            - Gottfried Müller (* 4. Oktober 1577 Aschersleben; † 18. September 1654 Dessau), Doktor jur. 1605 Helmstedt[26], 1641 Mitglied Der Aufweckende in der Fruchtbringenden Gesellschaft[27], Kanzler des Fürstenhauses Gesamt-Anhalt zu Dessau[28], 1652 belehnt; ⚭ Aschersleben 20. Mai 1610 Catharina Curdes aus Stendal († 26. August 1673 Dessau)[29]
              - Catharina Müller (* um 1613; † 1701 Dessau); ⚭ Dessau 1631 Hofrat Brunner, ⚭ (2) ebd. 1640 Gymnasial-Rektor Markus Friedrich Wendelin
              - (?) Margarethe Müller; ⚭ Dessau ca. 1650 Friedrich Christian Salmuth[30]
              - Anna Magdalena Müller (* 1616 Dessau; † 1657 ebd.); ⚭ ebd. 30. September 1651[31] Wigand Salmuth (* 29. Mai 1617 Hirschau; † 7. April 1678 Dessau)[32], in Emden von 40 Pastoren examiniert, am 23. September 1648 ordiniert zum schwed. Feldprediger des Generals Douglas, dann reformierter Archidiakon in Dessau, übernahm 1663 das Haus Nr. 493 (heute Wallstraße 28) ebd. von seinem Vetter Friedrich Christian Salmuth[33][34]
              - Emerentia Adriana Müller (1620–1693); ⚭ Dessau 1646 Hieronymus Gottfried von Bergen, Bürgermeister zu Dessau
              - Johann Gottfried Müller (1625–1671), Doktor juris in Dessau, ledig
              - Andreas Müller (* 11. Januar 1623 Dessau; † 18. August 1694 Köthen) Hofgericht der Generalstaaten in Holland; ab 1650 Köthen, 1656 fürstlich-anhaltischer Hofrat der Steuer-Direktion; ⚭ 1653 Magdalena Regina Claepin
                - Catharina Magdalena Müller; ⚭ Johann Christian Böhmer/Behmer, Stadtphysicus in Köthen[35]
                - Gottfried Müller (* 22. April 1667 Köthen), Jurist, war 1694 Syndicus, 1709 fürstlicher Kanzleirat in Dessau[28];⚭ (1) 1695 Catharina Dorothea Raumer († 1696), ⚭ (2) Dessau Anna Dorothea Pfaue, Tochter des fürstlich-anhaltischen Gesamt-Landrentmeisters Pfau
                  - Heinrich Leberecht Friedrich Müller (* 1696)
                  - Johann Andreas Müller (* 1698)
                  - August Friedrich Müller (* 1705)
                  - Gottfried Adrian Müller (* 1710 Dessau; † 1780), preuß. Oberfinanz- und Kriegsrat[36]
                    - Gottfried Ernst Andreas Müller (* 18. März/10. Dezember 1748 in Aschersleben; † 23. Dezember 1815 ebd.); 1775 Regimentsquartiermeister des Inf.-Regiments Nr. 25 v. Ramin, später Landrentmeister und Assessor, Ordensgroßmeister der Freimaurer

                - Andreas Müller (* 27. Juni 1669 Köthen), Jurist, wohl 1692 Amtmann der Grafschaft Warmsdorf zu Güsten und Wulfen, 1714 zusammen mit Bruder Gottfried (* 1667) erw. als fürstlich-anhaltischer Hofrat zu Dessau; ⚭ Eleonore Auguste Splithausen
                  - Johann Gottfried Müller (* ?)

            - Heinrich Müller (* 1580 Aschersleben; † 1624 ebd.) Univ. Wittenberg, 1605–11 Stadtschreiber, 1612 Stadtvogt, dann um 1626 Bürgermeister Aschersleben
              - Catharina Müller (* 1607); ⚭ 4. Dezember 1626 Martin Milagius, Kanzler in Dessau[37]
              - Andreas Müller (* 1611 Aschersleben; † 1668 Dessau), fürstl.-mecklenbg. Witthumbs-Rat in Strelitz, 1655 belehnt
              - Dorothea Müller (* 1621 Aschersleben); ⚭ Jacobus Witte, Rektor

Müller, Herzwappen 1663

Linie Müller (mit Herzwappen, Aschersleben)
- N.N. Müller (wahrscheinlich mit Anschluss an eine Linie der obig geschilderten Stammliste)
  - Andreas Müller (* um 1560; † 1627), wohnt Hohe Straße, 1598 Unterbauherr, Oberreitherr; ⚭ (I) 4. Juni 1581 Margarethe Waltenberg (Zeugen u. a. Joachim Pflaume), ⚭ (II) 31. August 1586 Ottilie Fricke († 24. Dezember 1606), Witwe des Simon Bussejan[38] ⚭ (III?) 1600 Catharina Fricke[39] ⚭ (IV) 1607 Anna Laue
    - Andreas Müller (* um 1590 ?; † von einem Soldaten erstochen 1629), 1617 Cives iurati, 1628 Kastenherr; ⚭ 1617 Elisabeth Laue, Witwe des Peter Kelner[40]
    - Johannes/Hans (* err. 1592; † 1672), Lohgerber, 1639 Weinherr, Oberreitherr (Porträt St. Stephani mit Wappen); ⚭ 18. Januar 1619 Otilia, Tochter des Lorenz Heinecken
      - Andreas Müller (* um 1624; † nach 1685)
      - Johannes Müller (* 23. Mai 1624[41]; 1666 Hans Müller d. Jün.; † vor 23. Juli 1689) Schuster; ⚭ (I) 1648 Maria Teudeloff, ⚭ 1660 (II) Anna Margarethe Vollhering, Tochter des Pastors Hermann Vollhering aus Frose (dieser * ca. 1600 Gatersleben; † 28. Mai 1685 Frose), Trauzeuge u. a. der Schultheiß Andreas Müller
        -  ? Andreas Müller, 1685 der Jüngere, Schuster; ⚭ 1685 Catharina Madalena Reuschen
        -  ? Gottfried Müller, Schuhmachergeselle; ⚭ 1696 Elisabeth Jungen, Tochter des Schustermeisters Daniel Jungen
        - Anna Margarethe Müller; ⚭ Caspar Buchmann
        - Elisabeth Müller (* 20. Januar 1666; † 23. Juli 1719) Paten bei ihrer Taufe u. a. Matthias Merten, Johann Kramers Hausfrau a. Frose, Dorothea, und Andreas Müllers des Freifleischers Frau Gertrud (wohl geb. Ritter). Besagte Elisabeth ⚭ 23. Juli 1689[42] den Mühlknappen Christian Ramdohr († 10. Oktober 1728)[43] 9 Kinder, Nachfahren u. a. Johann Daniel Ramdohr, Lilo Ramdohr

    - Valentin Müller († um 1627)
    - David Müller (* 1599; † 1672) Fleischer; ⚭ 1626 Anna Ahrend, vier Töchter
      - Maria (* 1627), Anna (* 1631), Otilia (* 1636)
      - Dorothea Müller (1629–1693); ⚭ 1650 Caspar Püschel aus Mansfeld
      - Andreas Müller (* 1633) Freifleischer; ⚭ Gertrud, Tochter des Ludwig Ritter
      - Johannes Müller (* 1638)

    - Daniel Müller (* 1606), 1636 Cives iurati (Geschworener zum Bezeugen von Verträgen des Rates)
    - Otilia Müller (* 1606)
    - Jonas Müller (* 1608) Schuster; ⚭ (I) 1633 Agatha Jacobs, ⚭ (II) Anna Bisekorn, Tochter des Schneiders Matthias Bisekorn
      - Andreas Müller (* 1634)
      - Valentin Müller (* 1635)

    - Elisabeth Müller (* 1611), Anna Müller (* 1613), Maria Müller (* 1615)